# Вилюйск (аэропорт)
Аэропорт «Вилюйск» — гражданский региональный аэропорт, расположен в 3 км от города Вилюйск Вилюйского улуса Республики Саха (Якутия). Обеспечивает регулярное авиасообщение с региональным центром, столицей Республики Саха (Якутия) Якутском, а также вертолётное сообщение с другими населёнными пунктами района. Открыт в 1938 году, в 1980-е сооружена бетонная ВПП.

## Технические характеристики
Расположен на удалении 3.0 км юго-восточнее города Вилюйска.
Аэродром: класса Г, ИВПП-1, магнитный курс 119°–299°; 1600х35 м, покрытие цементобетон с армированием, без категории, разрешена эксплуатация круглосуточно. Классификационное число ВПП (PCN) 17/R/B/X/T.

## Принимаемые типыВС
Ан-2, Ан-12, Ан-26, Ан-28, Ан-30, Ан-32, Ан-74, Л-410 и др. типы ВС 3-4 класса, вертолёты всех типов. 

По данным Министерства транспорта и дорожного хозяйства Республики Саха (Якутия): 
Ан-2, Ан-3, Ан-12, Ан-24, Ан-26, Ан-28, Ан-30, Ан-32, Ан-72, Ан-74, Ан-140, Ан-140-100, ТВС-2МС, L-410, «Даймонд Тундра» DА-40, Pilatus Aircraft LTD PC-6/B2-H4, Як-40, DHC-8 Q300/Q400, вертолёты всех типов.

## Показатели деятельности
| год        | 2014 | 2015 | 2016 | 2017 |
| пассажиров | 4442 | 3864 | 3971 | 4639 |
| Источники: |      |      |      |      |

## Посадочные площадки в районе аэродрома
Халбатцы, Тылгыны, Балагачча, Кыргыдай, Кирово, Югюлятцы, Усун, Кюлекян.